# サルセット島

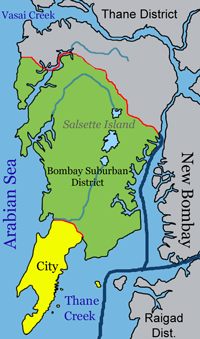
サルセット島

サルセット島（ヒンディー語：साल्सेट द्वीप、英語：Salsette Island）は、インドのマハーラーシュトラ州、ムンバイを構成する島。現地ではサールセートと呼ばれる。川を挟んでムンバイが存在する。

## 歴史
古くはサーサーティーあるいはサースティーと呼ばれ、マラーティー語で66つまり66の村を意味した。
1343年、グジャラートのスルターンによって併合された。
1534年、ポルトガル勢力により、バハードゥル・シャーの治世に奪われた。
1774年、サルセットはイギリスによって占領された。
1782年、第二次マラーター戦争の講和条約サルバイ条約により、サルセットはイギリス領とされた。
1803年、サルセットとボンベイの間の橋がかけられた。